# 吉田悦章
吉田 悦章（よしだ えつあき、1971年 - ）は日本の銀行家、地域研究博士。イスラム金融の第一人者。ウズベキスタン共和国情報通信省副大臣を経て、同志社大学大学院ビジネス研究科教授。

## 人物・経歴
神奈川県生まれ。群馬県立太田高等学校を経て、1995年一橋大学商学部卒業、日本銀行入行。大学在学中1993年から1994年までハーバード大学に留学し経済学を専攻。日本銀行で国際金融市場分析等を担当したのち、2007年から国際協力銀行アフリカ室兼中東担当調査役を務め、イスラム金融等を担当。
国際協力銀行外国審査部参事役、同部第3ユニット長等を務める傍ら、2008年から早稲田大学ファイナンス研究センター客員准教授、2015年から京都大学大学院アジア・アフリカ地域研究研究科グローバル地域研究専攻特任准教授。
2019年からウズベキスタン共和国情報通信省副大臣に出向。2022年に国際協力銀行を退社し、同志社大学大学院ビジネス研究科グローバル経営研究専攻教授に転じた。2023年京都大学経済研究所客員教授、大同メタル工業監査役。
イスラム金融などの特殊な金融に詳しく、日本におけるイスラーム金融実務の第一人者として知られる。2015年には「現代イスラーム金融の発展と変容 : 地域的多様性と商品特性による動態的分析」で京都大学博士（地域研究）。財務省イスラム金融研究会委員等も務めた。

## 著書
- 『イスラム金融入門』東洋経済新報社 2007
- 『イスラム金融はなぜ強い』光文社新書 2008年
- 『現代のイスラム金融』（北村歳治と共著）日経BP社 2008年
- 『はじめてのイスラム金融』金融財政事情研究会 2016年
- 『グローバル・イスラーム金融論』ナカニシヤ出版 2017年